# Kuulkaas enot!
Kuulkaas enot! es el nombre del primer álbum de estudio de la banda finlandesa de rock/pop PMMP. Fue lanzado el 5 de septiembre de 2003, y de dicha producción se extraen exitosos sencillos como Niina y Rusketusraidat. La banda obtuvo cierto éxito en su natal Finlandia gracias a este álbum. Llegó al puesto #6 de los discos más vendidos de Finlandia.

## Lista de canciones
1. Niina (Niina)
2. Kesä-95 (Verano del 95)
3. Rusketusraidat (Quemaduras de Sol)
4. Odotan (Espero)
5. Joutsenet (Los Cisnes)
6. Synestesia (Synestesia)
7. Poika (El Chico)
8. Onnellinen päivä (Día Feliz)
9. Isin pikku tyttö (La Niñita de Papá)
10. Ikuinen leikki (Juego Eterno)

## Sencillos extraídos
- Rusketusraidat.
- Niina.
- Joutsenet.